# Церковь Лау
Церковь Лау (швед. Lau kyrka) — средневековая церковь на шведском острове Готланд, относящаяся к диоцезу Висбю Церкви Швеции. Она представляет собой необычно большую по сравнению с себе подобными церковь, и, вероятно, она использовалась доминиканцами, проповедовавшими на Готланде во время крестовых походов.

## История

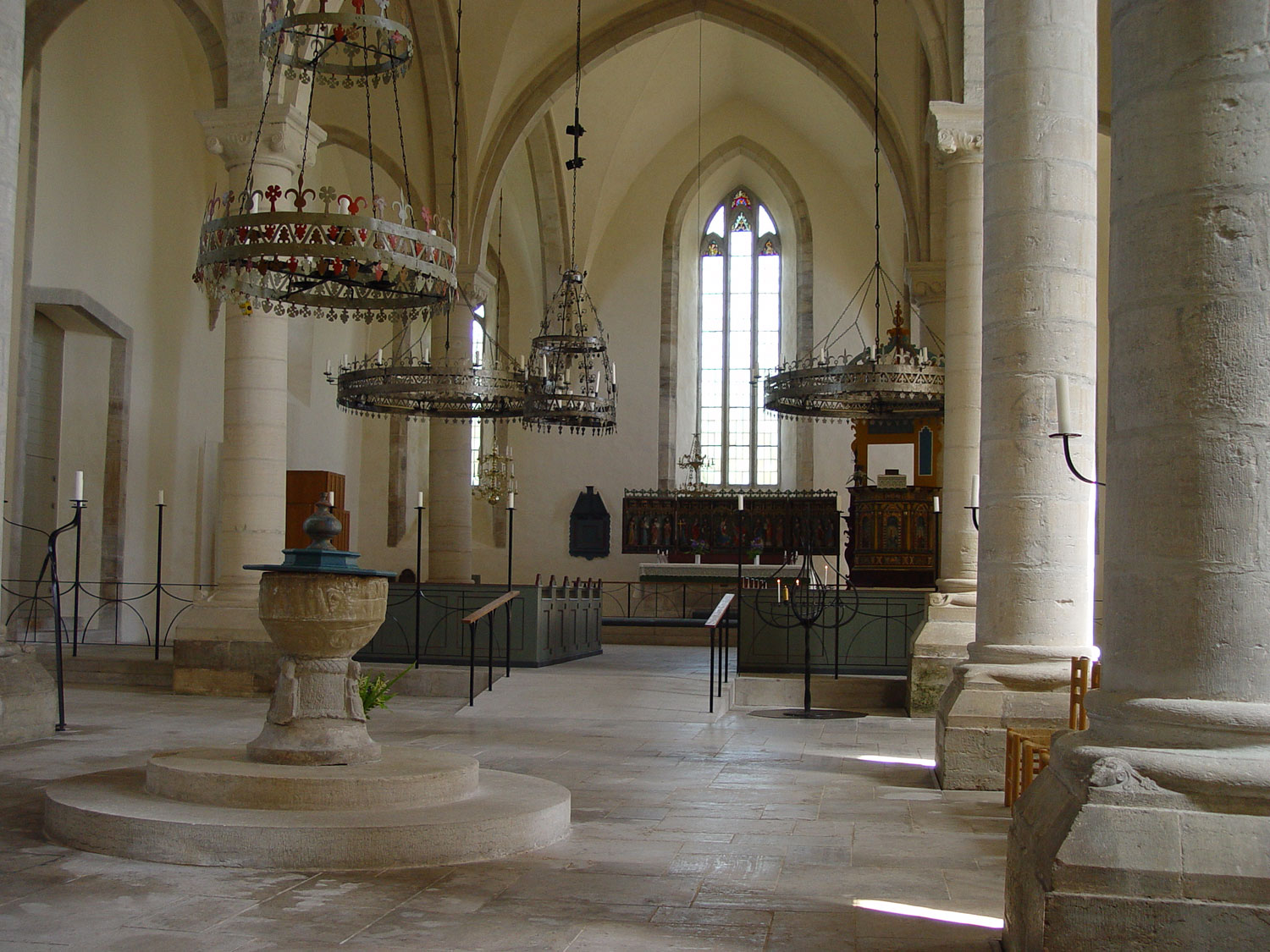
Интерьер церкви Лау

Церковь Лау датируется началом XIII века, но, вероятно, на её месте ранее существовала романская церковь. К югу от неё находятся руины оборонительной башни XII века, после своего разрушения преобразованной в дом причта. В древности территория вокруг нынешней церкви, по-видимому, была важным местом, поскольку к северу и к югу от храма были обнаружены дохристианские могильники, которые на несколько столетий старше церкви Лау.
Самой старой частью церкви является необычно большой неф, датируемый началом XIII века и выполненный в романском стиле. Большой хор был возведён примерно в 1300 году и, возможно, даже до 1288 года, когда короткая междоусобная война на острове могла нарушить планы по его строительству. Церковь Лау — одна из крупнейших (в XIII веке — самая большая) деревенских церквей на Готланде, расположенных в относительно небольшом приходе . Учёные выдвигают разные версии, почему на этом месте была построена такая большая церковь. По одной из них, необычный размер стал результатом расположения храма недалеко от побережья, поблизости от хорошей естественной гавани, что позволяло приходу получать экономическую выгоду от внешней торговли. По другой, это было связано с тем, что он мог служить церковью для паломников. Однако наиболее вероятной версией является та, что церковь собирала толпы верующих как одна из немногих церквей за пределами Висбю, где готландские монахи-доминиканцы проповедовали в поддержку крестовых походов против Курляндии, Ливонии и Пруссии. Из нескольких сохранившихся папских писем известно, что доминиканцев прямо упрашивали проповедовать за крестовые походы не только в Висбю, но и в некоторых сельских местах, и учёные пришли к выводу, что церковь Лау, вероятно, и была одним из таких мест.
Со времён средневековья облик церкви не претерпел каких-либо серьёзных изменений. В 1958—1960 годах был проведён капитальный ремонт здания храма.

## Архитектура
Церковь Лау имеет пять внешних порталов, больше, чем у любой другой сельской церкви на Готланде. Романские порталы нефа наиболее примечательны из них, благодаря своей богатой лепнине и необычайно большим размерам. У храма нет башни. Исходя из того, как был построен западный конец церкви, можно сделать вывод, что планы по строительству башни существовали, но по той или иной причине они так и не были реализованы.
В интерьере церкви доминирующее место занимает высокий сводчатый потолок, опирающийся на большие колонны со скульптурными базами и капителями. На западной стене храма находятся фрески 1520 года, изображающие Страшный суд. Сохранились и несколько фрагментов оригинальных витражей.
К примечательным предметам утвари церкви можно отнести романскую купель работы скульптора Сиграфа и алтарную картину начала XV века, изображающую коронавание Богоматери и перекрашенную в XVIII веке. Триумфальный крест церкви Лау — один из крупнейших в скандинавских странах и датируется серединой XIII века.